# Szczupak pospolity

Szczupak w herbie Rybnika

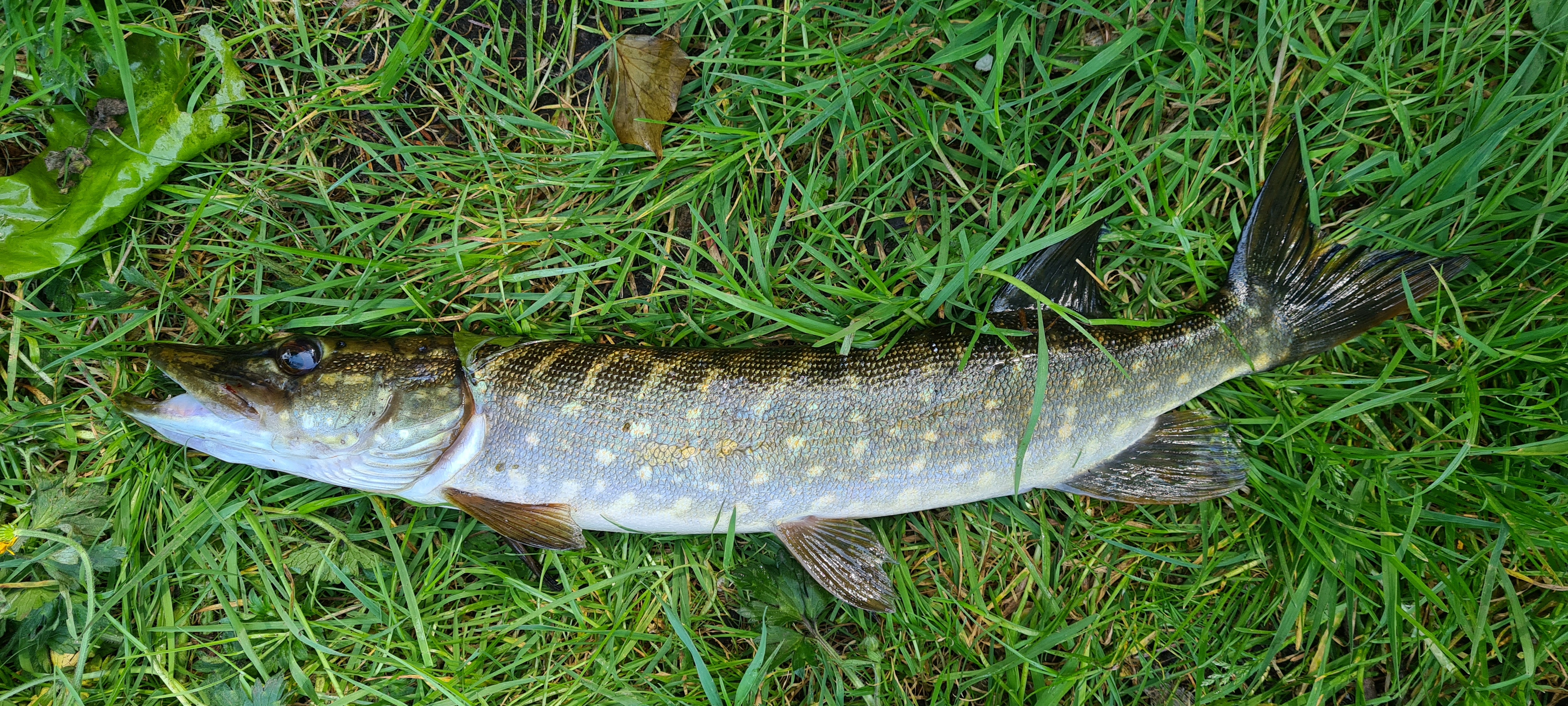

Szczupak pospolity, szczupak (Esox lucius) – gatunek szeroko rozprzestrzenionej, drapieżnej ryby z rodziny szczupakowatych (Esocidae). Jego okołobiegunowy zasięg występowania jest największym naturalnym zasięgiem ryb wyłącznie słodkowodnych.

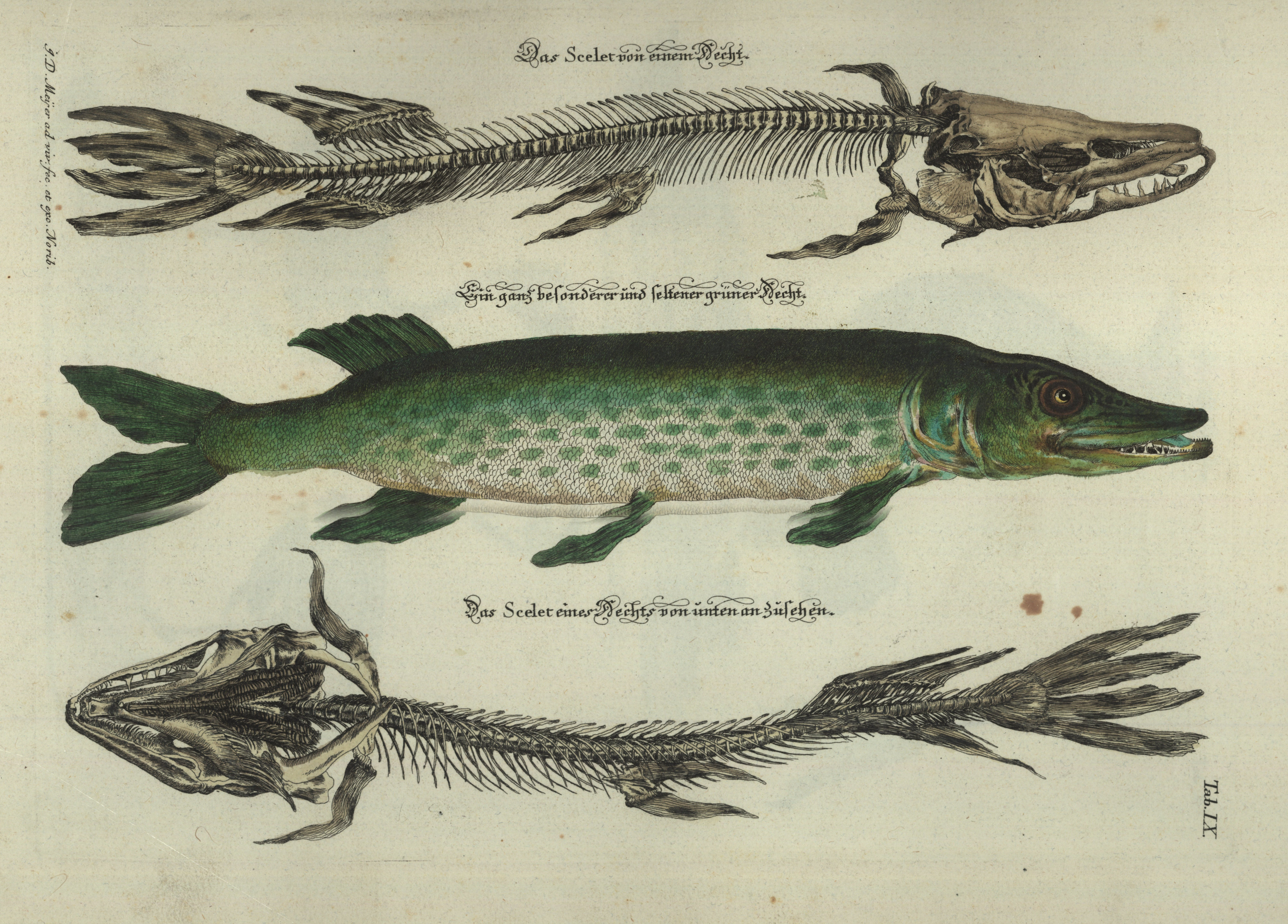
Szczupak, miedzioryt kolorowany (Johann Daniel Meyer, 1748)

## Zasięg występowania i biotop
Cała Europa, z wyjątkiem Półwyspu Iberyjskiego, południowych Włoch i południowej części Półwyspu Bałkańskiego, a także północna oraz środkowa Azja i Ameryka Północna. Introdukowany w wielu krajach świata, m.in. w Hiszpanii. Żyje w wodach słodkich, zarówno płynących, jak i stojących, oraz w słonawych wodach Bałtyku.

## Cechy morfologiczne
Szczupak pospolity osiąga długość do 1,5 m i masę do około 10 kg. Okazy ponad 15–20 kg są rzadkie. Notowany rekord masy wynosił 35 kg. Ciało szczupaka pospolitego jest spłaszczone, opływowe. Głowa wydłużona, ze zwężającymi się szczękami i bardzo szerokim spłaszczonym pyskiem. Zęby szczupaka na żuchwie są skierowane do środka i bardzo ostre, szczęka jest ich pozbawiona. Ponadto liczne zęby występują na kości podniebiennej, kościach międzyszczękowych, lemieszu, kości gnykowej oraz łukach skrzelowych. Łuski są dosyć małe, owalne, mocno osadzone w skórze. Linia boczna dobrze rozwinięta, często poprzerywana, posiada dwa lub trzy rozgałęzienia wzdłuż boków. Na głowie znajdują się liczne jamki zmysłowe. Płetwy grzbietowa i odbytowa są przesunięte mocno do tyłu i położone blisko siebie. Ubarwienie zmienne w zależności od warunków środowiska. Młode osobniki są zwykle jasnozielone, brązowawe lub srebrzyste. Ciemne plamy na bokach zlewają się czasami w poprzeczne smugi. Starsze osobniki mają ciemnozielony grzbiet, jaśniejsze nakrapiane żółtymi plamami boki i biały brzuch. Płetwy parzyste są czerwonawe i jasne, na nieparzystych występują ciemne poprzeczne paski. W dobrych warunkach rośnie bardzo szybko.

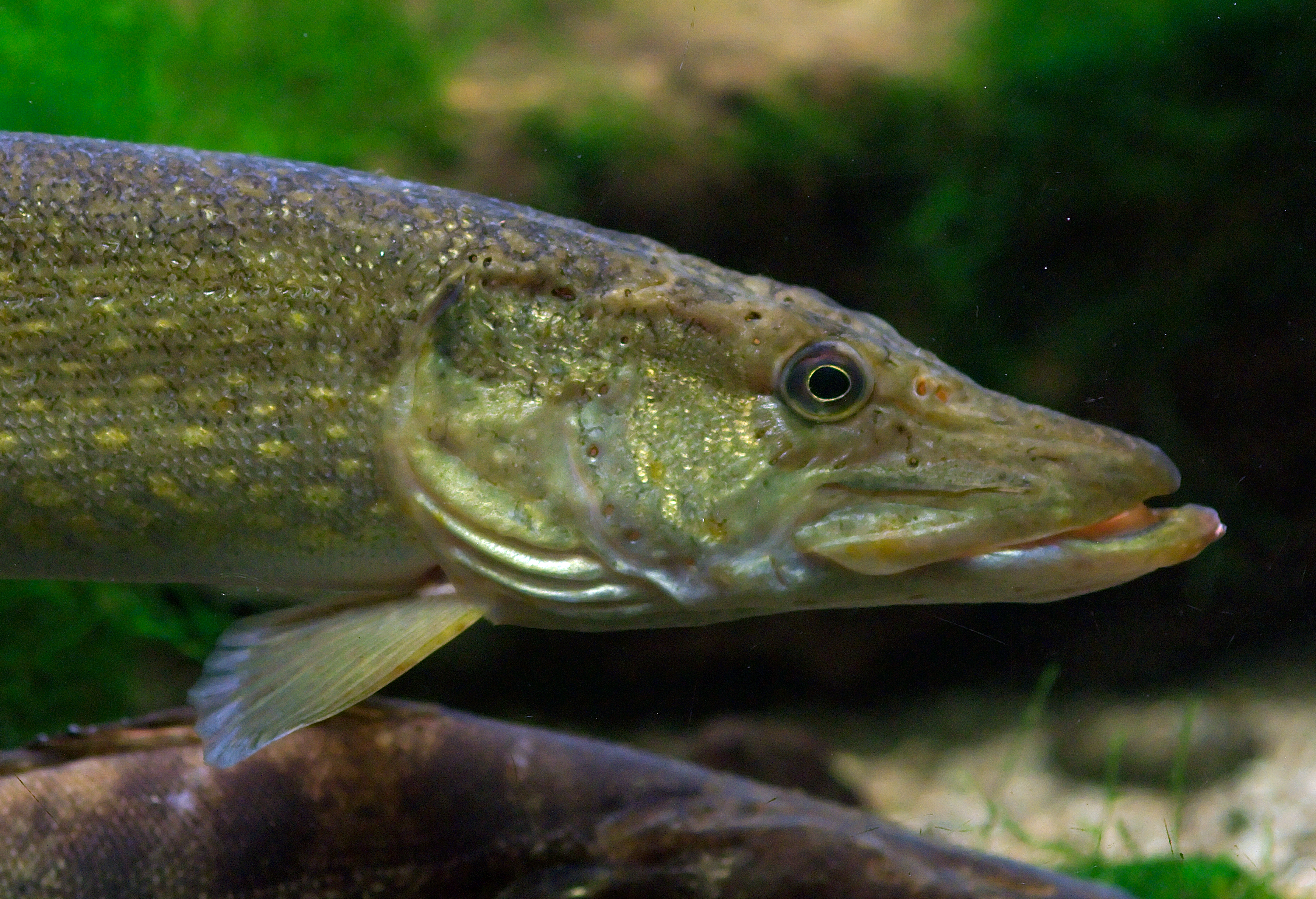
Szczupak pospolity

## Odżywianie
Jest przystosowany do życia wodnego drapieżnika, normalnie nie jest aktywnym myśliwym, choć zalicza się do najbardziej drapieżnych ryb. Czyha w ukryciu między roślinami wodnymi i czeka na przepływającą zdobycz. Większe osobniki mogą aktywnie gonić ławice ryb (na przykład śledzi) w strefie pelagicznej dużych jezior albo Bałtyku oraz atakować drobne ptaki wodne lub niewielkie zwierzęta lądowe (gryzonie, żaby i inne), które dostały się do wody oraz przedstawicieli własnego gatunku (kanibalizm). Po schwytaniu zdobyczy ryba stara się odwrócić zdobycz, aby połknąć ją od głowy. Złapana ofiara ma nikłe szanse na wyrwanie się, co jest spowodowane ułożeniem zębów drapieżnika do wewnątrz. Jako drapieżnik, tarło odbywa wcześniej, dzięki czemu dorastający narybek może odżywiać się młodym wylęgiem innych ryb, np. płoci i słonecznicy. Przyrost w pierwszym roku życia przy dużym dostępie do pożywienia wynosi do 30–35 cm.

## Rozród
Tarło odbywa wczesną wiosną – w marcu i kwietniu, na zarośniętych płyciznach, starorzeczach i zalanych łąkach. Ikra jest bardzo drobna, jest ona przytwierdzana do roślinności wodnej. Wylęg następuje po 12–15 dniach. Do tarła przystępują już osobniki roczne o długości 30–35 cm, jednak liczba złożonej ikry przez tak młode osobniki jest mała.

## Znaczenie gospodarcze
Mięso szczupaka jest wysoko cenione, szczególnie w Europie Środkowej i Południowej, trudne jednak do porcjowania w taki sposób, by uniknąć pozostawienia w mięsie ości.
Popularna ryba wśród wędkarzy sportowych, łowiona na przynęty naturalne (na żywca) i sztuczne (woblery, rippery, błystki obrotowe oraz wahadłowe (tzw. „blachy”) i inne. Najpopularniejszą metodą połowu jest spinning. Wędkarzy podczas połowu szczupaka obowiązują okresy i wymiary ochronne zgodnie z RAPR.

## Ochrona
W ostatnich latach liczebność szczupaka w polskich wodach wyraźnie się zmniejszyła ze względu na nieracjonalną gospodarkę rybacką i kłusownictwo, a także bardzo dużą presję wędkarską. Niski stan wód w rzekach w okresie wiosennym oraz brak rozlewisk przyczyniają się do wypierania tego drapieżnika z rzek przez inne gatunki, np. bolenia.
Ważna jest ochrona środowiska szczupaka i innych ryb. Chodzi o zatrute wody, przeżyźnienie, brak miejsc na tarliska i inne.
| Wymiar ochronny: 50 cm (Regulamin Amatorskiego Połowu Ryb 2019) |
| Okres ochronny 1 stycznia – 30 kwietnia Limit ilościowy do zabrania z łowiska w ciągu doby wynosi 2 sztuki (łącznie z trocią jeziorową, trocią wędrowną, łososiem, sandaczem, sieją, boleniem). |

Rekord Polski 20,80 kg i 130 cm (1970)